# 费利奇尼宫
费利奇尼宫（Palazzo Felicini）是一座文艺复兴风格的宫殿，位于意大利博洛尼亚市中心的里瓦迪里诺街（Via Riva di Reno）79号。

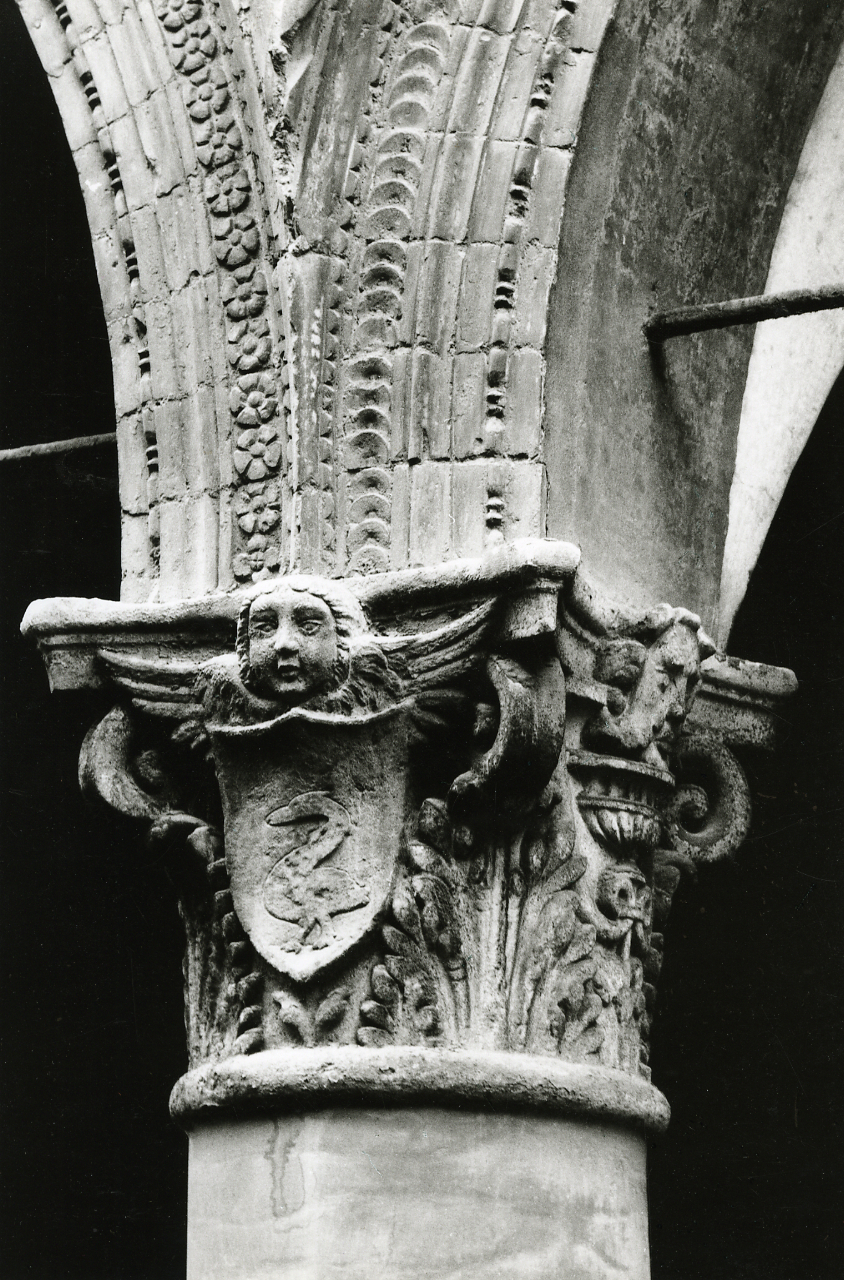
柱子细部，保罗蒙蒂摄于1969年

与博洛尼亚拥挤的市中心的许多宫殿一样，贵族楼层（piano nobile）的门廊和立面延伸到街边的前拱廊。它位于博纳索尼宫（Palazzo Bonasoni）对面。
虽然亚里士多德·菲奥拉万蒂在1470年代离开之前可能在宫殿做过一些工作，但正如我们今天看到的， 这座宫殿建于1497年，房主巴托洛梅奥·费利奇尼是议员、著名银行家族成员。教宗的军队击败朱利奥二世·本蒂沃格里奥之后，费利奇尼家族的一名成员一直担任市议员，直到1584年。